# RailMaint
Die RailMaint GmbH mit Sitz in Delitzsch in Deutschland ist ein Unternehmen im Bereich der Instandhaltung von Schienenfahrzeugen.
Das Unternehmen wurde 2008 als EuroMaint Rail GmbH gegründet und erhielt 2016 nach Kauf der deutschen Standorte der EuroMaint durch die Iberia Industry Capital Group den heutigen Namen.

## Werke
- AW Delitzsch
- RAW Leipzig Engelsdorf
- Bf Duisburg Hafen
- AW Kaiserslautern
- Unterhausen an der Donau

## Servicestandorte
- Wolfsburg
- Ingolstadt
- ehemals Neapel